# Zino Francescatti
 (juin 2019).
Si vous disposez d'ouvrages ou d'articles de référence ou si vous connaissez des sites web de qualité traitant du thème abordé ici, merci de compléter l'article en donnant les références utiles à sa vérifiabilité et en les liant à la section « Notes et références ».
René-Charles Francescatti, dit Zino Francescatti, né à Marseille le 9 août 1902, mort à La Ciotat le 17 septembre 1991, est un violoniste et pédagogue français.

## Biographie
Ses parents sont musiciens ; son père, Fortunato Francescatti (1858-1923), lui-même violoniste, a été formé par Camillo Sivori, le meilleur élève de Niccolò Paganini. Zino Francescatti est un enfant prodige, il se produit en public avec le concerto de Beethoven à l'âge de dix ans. Ses débuts lui promettent une carrière brillante ; cependant, son départ pour les États-Unis avant la guerre et sa semi-retraite pendant la durée du conflit la mettent quelque peu en veilleuse. Francescatti garde toutefois intacte l'admiration de ses pairs, et après la guerre, surtout dans les années 1950, il est un virtuose mondialement demandé.
La carrière de Zino Francescatti est marquée par quatre autres artistes : Jacques Thibaud, qui le protège et l'encourage, Maurice Ravel, dont il est l'ami et l'interprète le plus fidèle (l'équivalent de Vlado Perlemuter pour le piano) ; Bruno Walter, qui le dirige souvent et avec qui l'entente est parfaite ; et Robert Casadesus, avec lequel il forme un duo de choix.
Parmi les élèves de Francescatti, on compte Philip Bride, Aurélia Spadaro, Gaëtane Prouvost, Régis Pasquier, Ayla Erduran.
Il prend sa retraite à La Ciotat, où il vit seize années paisibles jusqu'à sa mort en 1991. 
L'année précédente, la ville donne son nom à son conservatoire municipal de musique et d'art dramatique, lors d'une cérémonie en sa présence et celle de son épouse Yolande Potel. Celle-ci lègue au musée de la ville photos, partitions, et son premier violon d'enfant. Yolande Francescatti est décédée en 2001.
Zino Francescatti jouait sur le Stradivarius de 1727, le Hart, qu'il a cédé en 1987 à Salvatore Accardo.

## Discographie
- Camille Saint-Saëns, Concerto no 3, New York Philharmonic Orchestra, dir. Pierre Boulez (concert ultime du 16 décembre 1975). CD Lyrinx LYR 086
- Camille Saint-Saëns, Concerto n° 3, Philarmonic Symphony Orchestra of New York, dir. Dimitri Mitropoulos. LP Columbia  1950 report CD Sony 1996
- Camille Saint-Saëns, introduction et Rondo Capricioso, Havanaise ; Chausson, Poème, The Philadelphia Orchestra, dir. Eugene Ormandy. LP Columbia 1950

## Décorations
- Grand-croix de l'ordre national du Mérite Il est élevé à la dignité de grand-croix le 25 février 1989. (Grand Officier en 1986)[3]